# John Pople
Sir John Anthony Pople (n. 31 octombrie 1925, Burnham-on-Sea, Anglia, Regatul Unit – d. 15 martie 2004, Chicago, Illinois, SUA) a fost un chimist britanic, laureat al Premiului Nobel pentru chimie (1998) împreună cu Walter Kohn pentru dezvoltarea unor metode computaționale în chimia cuantică.

## Legături externe
- Sir John Pople, Gaussian Code, and Complex Chemical Reactions, from the Office of Scientific and Technical Information, United States Department of Energy